# Tillandsia hegeri
Tillandsia hegeri là một loài thuộc chi Tillandsia. Đây là loài đặc hữu của Bolivia.